# Jikkyou Powerful Pro Yakyuu 2011
Jikkyō Powerful Pro Yakyū 2011 (実況パワフルプロ野球2011?) es un videojuego de béisbol para PlayStation 2, PlayStation Vita y PlayStation Portable, fue desarrollado y publicado por Konami en 14 de julio de 2011, exclusivamente en Japón y Corea del Sur. Es el decimoctavo juego de la serie Jikkyō Powerful Pro Yakyū, el undécimo para la consola y el octavo para el Portátil de Sony. También fue relanzado en 22 de diciembre de 2011 como Jikkyou Powerful Pro Yakyuu 2011 Ketteiban (実況パワフルプロ野球2011 決定版?) en Japón.
- Datos: Q18223731